# ناونهایم
ناونهایم (به آلمانی: Naunheim) یک شهر در آلمان است که در ماین-کبلنتس واقع شده‌است. ناونهایم ۴۵۱ نفر جمعیت دارد.